# Farfisa Professional 222
| Farfisa Professional 222 | Farfisa Professional 222 |
| Allgemeines              | Allgemeines              |
| ------------------------ | ------------------------ |
| Name                     | Farfisa Professional 222 |
| Hersteller               | Farfisa                  |
| Preis (1968)             | 1.095 US-$               |
| Klangsynthese            | analog, subtraktiv       |
| Zeitraum                 | 1968–1974                |
| Eigenschaften            |                          |
| Polyphon                 | ja                       |
| Multitimbral             | ja                       |
| Tasten                   | 61 Tasten                |
| Effekte                  | Vibrato, Schwellpedal    |

Die Farfisa Professional 222, alternativ auch nur Farfisa Professional Organ, ist eine analoge elektronische Orgel der italienischen Orgelmanufaktur Farfisa aus deren Professional-Serie. Sie wurde ab 1968 angeboten und war eng mit der Farfisa Professional Duo, einer in der Funktionalität erweiterten Variante, verwandt.

## Das Instrument

### Manual
Die Farfisa ist mit einer 61-tastigen Klaviatur ausgestattet und deckt insgesamt fünf Oktaven ab. Es kann in zwei Zonen – Bass und Treble – aufgeteilt werden, der entsprechende Split-Punkt befindet sich etwas rechts versetzt. Dadurch stehen drei Oktaven für die Bassbegleitung und zwei Oktaven für höhere Stimmen zur Verfügung, die unterschiedlich konfiguriert werden können.
Die Orgel verfügt über drei Stimmen, die jeweils in acht verschiedene Register in Fußhöhe 16' bis 1 1/3' aufgeteilt sind: Flute, Clarinet und Sharps. Wie bei analogen Orgeln dieser Zeit üblich handelt es sich hierbei jedoch bloß um Klangnachahmungen, die mit den Klängen einer echten Orgel nur bedingt vergleichbar sind. Es können mehrere Stimmen miteinander kombiniert werden, was ein deutlich umfangreicheres Klangspektrum erschließt. Zudem stehen in Fußhöhe 16' bis 1 1/3' Perkussionsregister zur Verfügung, deren Staccato-Klang in drei verschiedene Stufen reguliert werden kann.
Für alle Stimmen stehen sowohl allgemeine als auch für die Split-Sektionen der Klaviatur dezidierte Cancel-Schalter zur Verfügung, die die entsprechenden Register stummschalten.

### Effekte
Es kann nur ein Vibrato-Effekt zugeschaltet werden, der jedoch für jede Stimme einzeln konfiguriert werden kann. Außerdem wurde ein Schwellpedal angeboten.

### Lieferumfang
Im Lieferumfang enthalten waren neben Garantieunterlagen, Handbuch, Reparaturplänen und Schwellpedal auch zwei Stahlrohrständer, die an den Seiten des Instrumentes eingeklinkt wurden und es erlaubten das Instrument ohne Tisch aufzustellen. Das Netzkabel ist nicht abziehbar und entspringt der Unterseite, dort befinden sich auch die Line-Out-Anschlüsse sowie ein Kopfhöreranschluss. Eine Abdeckung für die Oberseite ist in die mitgelieferte Tasche integriert. Es war zudem der Erwerb Farfisa-eigener Keyboardverstärker möglich.

## Sonstiges
Das Instrument markierte den nächsten Evolutionsschritt im Sortiment von Farfisa in der Produktion elektronischer Orgeln, bei denen großer Wert auf Transportabilität und einfachen Liveeinsatz für tourende Bands gelegt wurde. Optisch unterscheidet sich die Professional-Serie durch ihre einfachere Konzeption und flacheren Aufbau deutlich von den vorangegangenen vergleichbaren Farfisa Compact- und Farfisa FAST-Modellen der 1960er-Jahre.
Insbesondere bei Künstlern des Krautrocks und der Berliner Schule sowie lokalen, italienischen Produktionen war das Instrument beliebt, oft auch mit Effekten wie Delay, Reverb oder Phaser klanglich verfremdet. Die eng verwandte, in der Funktion deutlich erweiterte Farfisa Professional Duo bildete die klangliche Grundlage der frühen Werke des Künstlers Klaus Schulze sowie der Band Can.